# N barré diagonalement
Pour les articles homonymes, voir N barré.
Ne doit pas être confondu avec Ꞥ.
N barré diagonalement (majuscule : N̸, minuscule : n̸) est une lettre additionnelle de l’alphabet latin qui a été utilisée l’écriture du zoque du Chiapas.
Cette lettre est formée d’un n diacrité avec une barre diagonale inscrite. Il n’est pas à confondre avec la lettre n barré horizontalement ‹ n › ou le n barre oblique ‹ ꞥ ›.

## Utilisation
Le n barré diagonalement a été utilisé en zoque du Chiapas, notamment dans le tableau de l’alphabet zoque publié par l’Institut national des langues indigènes (INALI) en 2007, par exemple dans le mot n̸ka'e (« enfant »).
Cependant, la norme d’écriture de la langue otetzame (zoque) publiée par l’INALI en 2011 utilise le digramme ‹ nh › à sa place, par exemple dans le mot nhka'e (« enfant »).

## Représentation informatique
Le N barré diagonalement ne possède pas de caractères propre dans Unicode ou d’autres codages informatiques standardisés.
Il peut être représenté de manière approximative à l’aide du caractère du N et du caractère combinant U+0338 diacritique barre oblique longue couvrante : N̸ et n̸.